# Johan Albert Vasa
Johan Albert Vasa (25. maj 1612 – 22. december 1634 i Padova) var biskop i Ermland og Kraków og kardinal.
Han var søn af kong Sigismund af Sverige og Polen og Konstantia af Østrig. Han var biskop i Kraków 1632-33 og blev kardinal 1633.